# Дейвид Грейбър
Дейвид Ролф Грейбър (на английски: David Rolfe Graeber) е американски антрополог, публицист и антиглобалист.

## Биография
Дейвид Грейбър е роден на 12 февруари 1961 г. в Ню Йорк, САЩ. Израства в Ню Йорк като син печатарски работник и шивачка. Баща му бил участник в Испанската гражданска война, майка му изпълнителка на роли в мюзикъл, като и двамата имали радикални политически възгледи. Още като юноша Грейбър се ситуирал при анархистите. Образованието си завършва в Чикагския университет, а по късно прави докторат въз основа на полева работа в Мадагаскар.
От 1998 г. е асистент в Йейл, но в 2008 г. кариерното му израстване се оказва блокирано – факт, който предизвиква възмущение от световен мащаб в професионалните среди. В следващите години Грейбър бива канен да изнася престижни лекции в университети като Кеймбридж и Бъркли.
Като антрополог Грейбър е публикувал няколко статии и книги, базиращи се на опит натрупан при престоя в Мадагаскар. В по късните години публикува множество полемически текстове както и публицистични книги съчетаващи идеи почерпани от антропологията с анархистки постановки.
Книгата му Дългът – първите 5000 години издадена през 2011 г. привлича забележително количество коментари от най-широк кръг.
От 2013 г. е професор по антропология в Лондонското училище по икономика, а преди това е главен асистент в Университета Йейл.
Като активист участва в протестите съпътстващи глобалните икономически срещи в Квебек и Ню Йорк. Грейбър става една от значимите фигури на движението Окупирай Уол Стрийт.
Умира внезапно на 2 септември 2020 г. във Венеция при вътрешен кръвоизлив, като оставя множество незавършени проекти. Те стават основа на няколко издания посмъртни издания, над които работят различни редактори (в т.ч. съпругата му Н. Дубровски).

## Монографии
- Graeber, David. Toward an Anthropological Theory of Value: The False Coin of Our Own Dreams.   New York, Palgrave Macmillan, 2001. ISBN 978-0-312-24044-8.
- Graeber, David. Fragments of an Anarchist Anthropology.   Chicago, Prickly Paradigm Press (distributed by University of Chicago Press), 2004. ISBN 978-0-9728196-4-0.
- Graeber, David. Lost People: Magic and the Legacy of Slavery in Madagascar.   Bloomington, Indiana University Press, 2007. ISBN 978-0-253-34910-1.
- Graeber, David. Possibilities: Essays on Hierarchy, Rebellion, and Desire.   Oakland, CA, AK Press, 2007. ISBN 978-1-904859-66-6.
- Graeber, David. Direct Action: An Ethnography.   Edinburgh Oakland, AK Press, 2009. ISBN 978-1-904859-79-6.
- Graeber, David. Debt: The First 5000 Years.   Brooklyn, N.Y., Melville House, 2011. ISBN 978-1-933633-86-2.
Дългът: първите 5000 години, София: Бард, 2019, ISBN 978-954-655-921-0
- Graeber, David. Revolutions in Reverse: Essays on Politics, Violence, Art, and Imagination.   London New York, Minor Compositions, 2011. ISBN 978-1-57027-243-1.
- Graeber, David. The Democracy Project: A History, a Crisis, a Movement.   New York, Spiegel & Grau, 2013. ISBN 9780812993561.
- Graeber, David. The Utopia of Rules: On Technology, Stupidity, and the Secret Joys of Bureaucracy.   Melville House, 2015. ISBN 978-1-61219-375-5.
- On Kings, (with Marshall Sahlins), 2017, Hau Books. ISBN 978-0-9861325-0-6.
- Bullshit Jobs: A Theory, 2018, Penguin. ISBN 978-0-241-26388-4.

Посмъртно
- Anarchy—In a Manner of Speaking.   Diaphanes, September 2020. ISBN 9783035802269. Conversations with Mehdi Belhaj Kacem, Nika Dubrovsky, and Assia Turquier-Zauberman.[2]
- Uprisings: An Illustrated Guide to Popular Rebellion.   PM Press, December 2020. ISBN 9781629638256. Written with Nika Dubrovsky.[3]
- The Dawn of Everything: a New History of Humanity (with David Wengrow), 2021, Farrar, Straus and Giroux.

на български език
- Дейвид Грейбър, Партизанска антропология, София: Фондация „Медийна демокрация“, 2013, 72 с. ISBN 978-954-92318-7-8